# Nowa Dolina (Tatry)

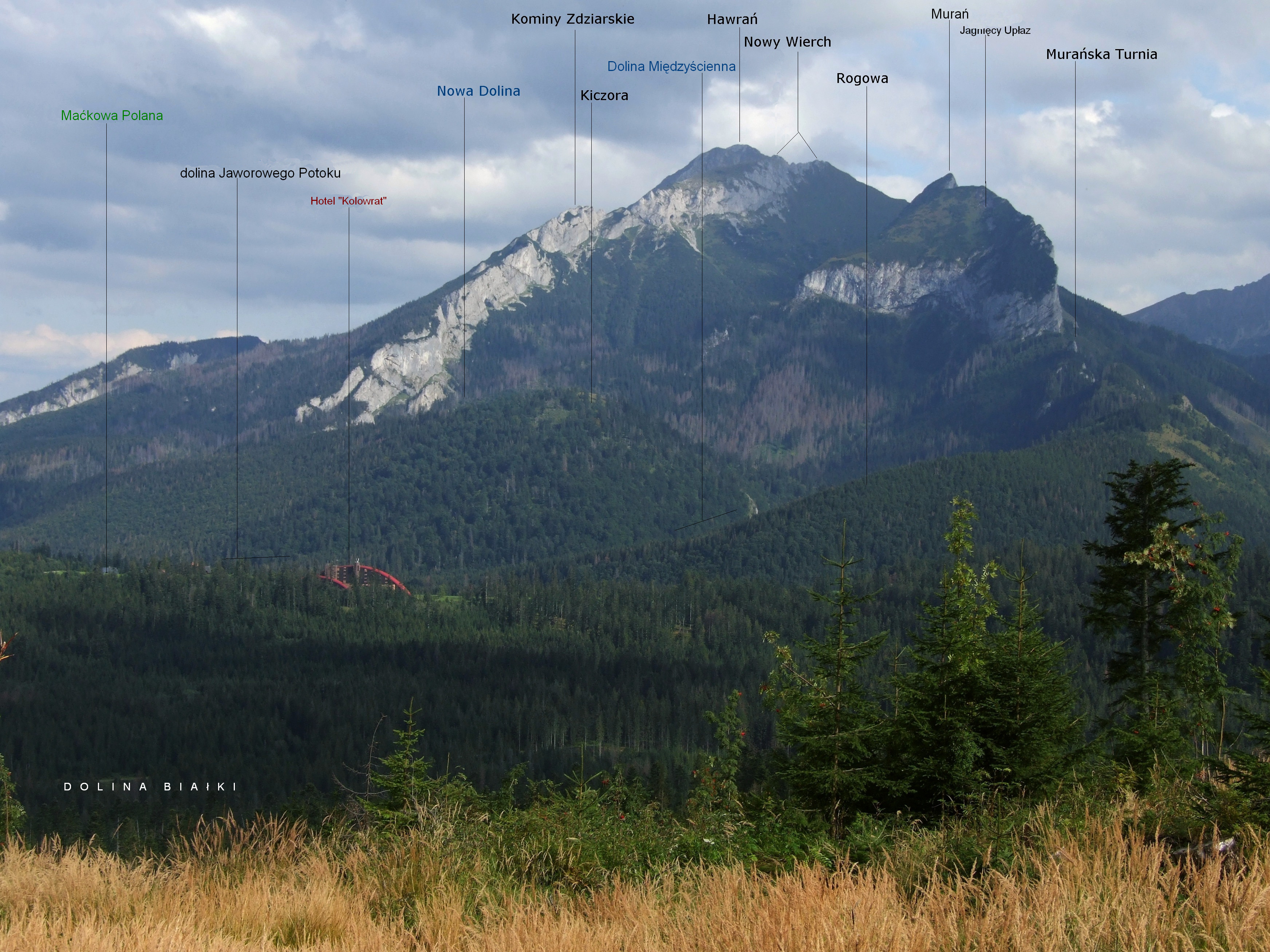
Widok od zachodniej strony

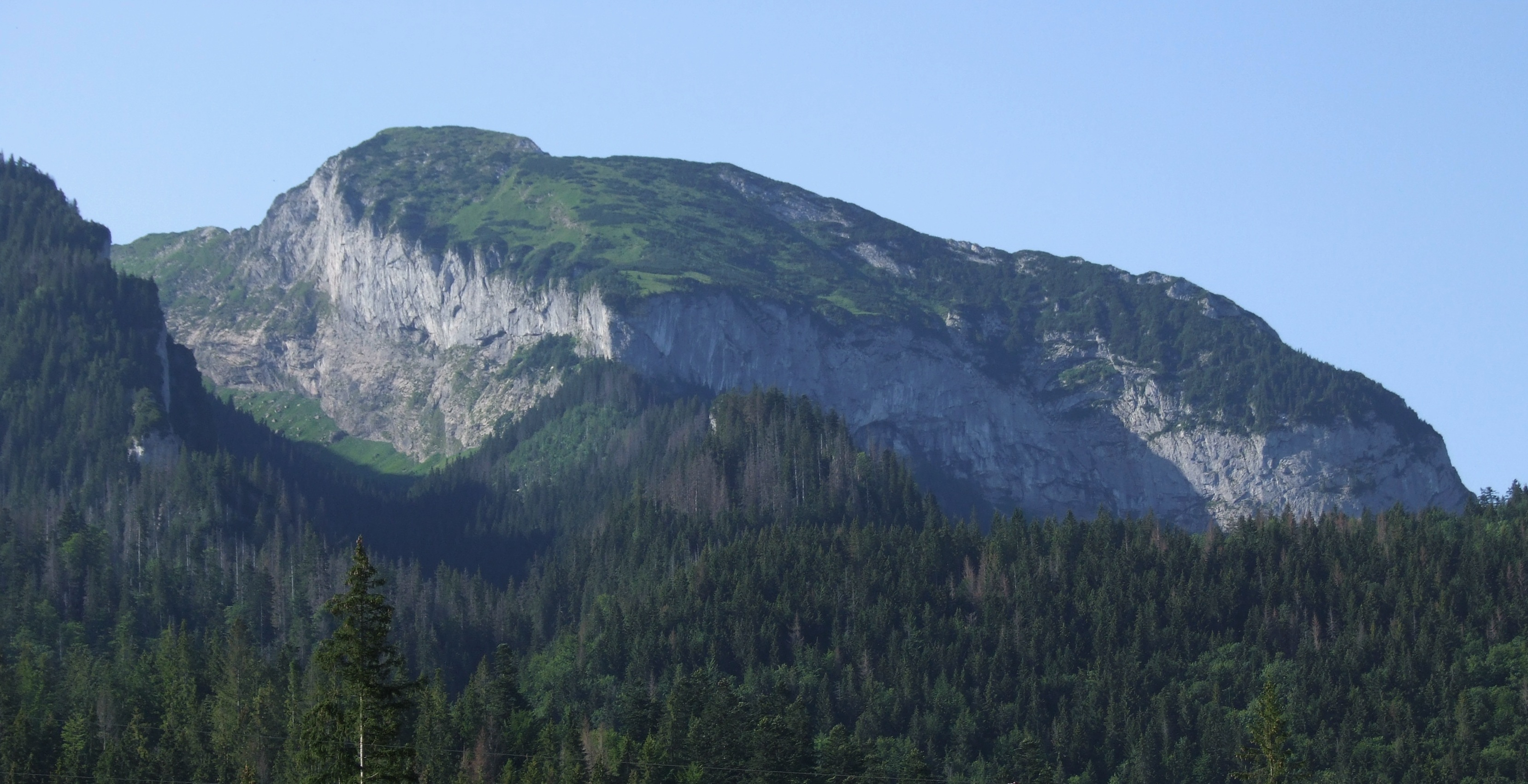
Nowa Dolina i po jej prawej stronie Murań z Jagnięcą Zagrodą

Nowa Dolina (słow. Nová dolina lub dolina Nového potoka, niem. Novytal, węg. Novy-völgy) – dolina na północnych stokach Tatr Bielskich, druga od zachodniej strony (pierwsza jest Dolina Międzyścienna). Jej dnem spływa Nowy Potok. Górą podchodzi pod grań główną Tatr Bielskich na odcinku od Murania do Nowego Wierchu. Ma niemal dokładnie południkowy przebieg. Zbocza zachodnie tworzy północny grzbiet Murania (Jagnięca Zagroda i Zakrywa) oraz północno-wschodnie zbocza Kiczory. Zbocza wschodnie tworzy północny (niżej północno-zachodni) grzbiet Nowego Wierchu – Kominy Zdziarskie, Małe Siodło i Mały Wierch.
Wylot doliny znajduje się około 1 km na południe od Podspadów. Na długości około 500 m powyżej wylotu dolina jest szeroka, mało stroma i porośnięta lasem. Po zachodniej stronie koryta Nowego Potoku znajduje się Polana pod Kiczorą. Nieco powyżej polany na odcinku o długości około 700 m  dolina jest bardzo ciasna i tworzy tzw. Nowy Kanion. Obydwie jego wapienne ściany są pionowe i mają wysokość do 50 m, na odcinku o długości kilkudziesięciu metrów górą stykają się z sobą, tak, że potok płynie skalnym tunelem. W najwęższym miejscu szerokość kanionu przy dnie potoku wynosi około 1 m, a w korycie potoku występuje 10 progów. Powyżej kanionu dolina na odcinku około 1 km nadal jest głęboko wcięta, ale na potoku brak już progów. Aż do wysokości około 1450 m porośnięta jest lasem. W lesie tym jest tylko jedna polana – niewielka Nowa Polanka na zboczach Zakrywy, a na niej chatka TANAP-u. Powyżej górnej granicy lasu dolina jest stroma i trawiasta. Najbardziej strome jest zbocze opadające z pionowej, wschodniej ściany Murania. Pozbawione jest kosodrzewiny, trawiaste partie są poprzecinane wapiennymi ściankami. Zbocze poniżej Nowej Przełęczy jest trawiasto-kosówkowe, zbocze opadające z Kominów Zdziarskich jest zarośnięte kosodrzewina (z wyjątkiem skalnych partii wierzchołkowych).
Dolina Nowa ma długość ok. 3 km i położona jest na wysokości ok. 1000–1600 m n.p.m. Nie prowadzi przez nią żaden szlak turystyczny i jak całe Tatry Bielskie jest ona obszarem ochrony ścisłej. W dolinie, na zboczach Kominów Zdziarskich znajdują się 3 jaskinie określane wspólną nazwą jako Nowe Jaskinie: Wyżnia, Pośrednia i Niżnia Nowa Jaskinia. Spod Wyżniej Nowej Jaskini na południowy zachód opada długi żleb pozbawiony kosodrzewiny. Ma wylot na dnie kotliny w okolicach Nowej Polanki.
Nazwa doliny jest pochodzenia ludowego. Pochodzi od tego, że kiedyś powstało tutaj pastwisko, które było nowe w odniesieniu do pobliskiej Starej Polany.